# Pajaritos
Pajaritos är en ort i Mexiko.   Den ligger i kommunen Tecuala och delstaten Nayarit, i den centrala delen av landet, 700 km nordväst om huvudstaden Mexico City. Pajaritos ligger 7 meter över havet och antalet invånare är 766.
Terrängen runt Pajaritos är mycket platt. Runt Pajaritos är det ganska glesbefolkat, med 27 invånare per kvadratkilometer. Närmaste större samhälle är Tecuala, 9,7 km sydost om Pajaritos. Trakten runt Pajaritos består till största delen av jordbruksmark.